# 21440 Elizacollins
21440 Elizacollins è un asteroide della fascia principale. Scoperto nel 1998, presenta un'orbita caratterizzata da un semiasse maggiore pari a 2,2604755 UA e da un'eccentricità di 0,0741322, inclinata di 4,04815° rispetto all'eclittica.